# Presidente di Reform UK
Il presidente di Reform UK (ex Brexit Party) è insieme al leader, uno dei massimi dirigenti di Reform UK. La carica è attualmente ricoperta da David Bull.
L'incarico è stato ricoperto per la prima volta da Richard Tice dal maggio 2019 al marzo 2021 sotto la leadership di Nigel Farage. Tice ha lasciato la funzione per sostituire Farage come leader del partito. Dopo che Tice ha lasciato la direzione del partito, il ruolo è rimasto vacante fino al 2024, quando lo ha riassunto, dopo essersi dimesso da leader del partito per consentire a Nigel Farage di candidarsi alle elezioni generali che si sarebbero tenute quell'anno.
Nel luglio 2024, durante un rimpasto del team direttivo di Reform UK, Tice fu sostituito come presidente da Zia Yusuf. Tice divenne vice leader dopo il rimpasto. 
Il presidente è nominato dal leader di Reform UK.

## Elenco
| N°  | Immagine                     | Presidente   | Inizio mandato | Fine mandato   | Leader       |
| --- | ---------------------------- | ------------ | -------------- | -------------- | ------------ |
| 1   | Tice photographed from below | Richard Tice | 8 maggio 2019  | 6 marzo 2021   | Nigel Farage |
| -   |                              | Vacante      | 6 marzo 2021   | 3 giugno 2024  | Richard Tice |
| (1) | Tice photographed from below | Richard Tice | 3 giugno 2024  | 11 luglio 2024 | Nigel Farage |
| 2   |                              | Zia Yusuf    | 11 luglio 2024 | 5 giugno 2025  | Nigel Farage |
| 3   |                              | David Bull   | 10 giugno 2025 | in carica      | Nigel Farage |